# Aniela Krzywoń
Anna Aniela Krzywoń (ur. 27 kwietnia 1925 w Puźnikach, zm. 12 października 1943 pod Lenino) – żołnierz 1 Dywizji Piechoty im. Tadeusza Kościuszki, odznaczona tytułem Bohatera Związku Radzieckiego. Jedyna kobieta nagrodzona tym tytułem, która nie była obywatelką Związku Radzieckiego.

## Życiorys
Urodziła się 27 kwietnia 1925 roku w Puźnikach w powiecie buczackim w województwie tarnopolskim. Jej rodzicami byli Tadeusz Krzywoń i Maria z d. Pęc (według innego źródła: z d. Leniartek). Rodzice pochodzili z Radziszowa, w okresie międzywojennym osiedlili się na Kresach Wschodnich. Tadeusz Krzywoń należał do Legionów Polskich, brał udział w wojnie polsko-bolszewickiej oraz w wojnie obronnej 1939. Aniela Krzywoń miała czworo rodzeństwa: Wiktorię (ur. 1923), Władysława (ur. 1928), Stanisława (ur. 1930) i Zofię. Za życia używała wyłącznie imienia Aniela.
W latach 1931–1938 uczyła się w siedmioklasowej szkole podstawowej w Puźnikach. We wrześniu 1939 roku ukończyła harcerski kurs sanitarny.
We wrześniu 1939 roku wieś Puźniki została anektowana przez władze sowieckie. Majątek rodziny Krzywoniów został zarekwirowany. W tym samym roku Tadeusz Krzywoń został aresztowany przez Sowietów. 10 lutego 1940 roku Aniela Krzywoń wraz z resztą rodziny została deportowana do Związku Socjalistycznych Republik Radzieckich. Rodzina trafiła do Jakunina w pobliżu Irkucka, stąd zostali przeniesieni do Kańska w Kraju Krasnojarskim. Po odbyciu krótkiego szkolenia pracowała jako frezerka w zakładzie sprzętu wojennego. Po szesnastodniowej wędrówce, 29 maja 1943 roku dotarła do Sielc, gdzie wstąpiła do wojska. Odbyła szkolenie w 2 kompanii fizylierek 1 Samodzielnego Batalionu Kobiecego im. Emilii Plater. 15 lipca 1943 roku złożyła przed pułkownikiem Zygmuntem Berlingiem przysięgę wojskową.
Po wydaniu 1 kompanii fizylierek rozkazu wyruszenia na front z całą 1 Warszawską Dywizją Piechoty, na prośbę Krzywoń 18 sierpnia 1943 roku dowództwo przeniosło ją do tej kampanii. W opinii dowództwa Krzywoń była dobrze wyszkolonym żołnierzem, mającym wyłącznie drobne trudności z salutowaniem (wynikających ze zniekształcenia palca w wyniku wypadku w zakładzie sprzętu wojskowego). Krzywoń przeniesiono do 3 plutonu 1 kompanii.
1 września 1943 roku Dywizja, wraz z oddziałem 1 kompanii fizylierek, wyjechała pociągiem w kierunku Wiaźmy. Po 30-kilometrowym marszu znalazła się na froncie.
Podczas bitwy pod Lenino 12 października fizylierki odbywały służbę wartowniczą, porządkowo-ochronną oraz niosły pierwszą pomoc rannym. Na rozkaz Sztabu Dywizji Krzywoń wraz z Lidią Karczewską, Heleną Figurą i Władysławą Wysocką została wyznaczona do I Wydziału Sztabu. Na miejscu fizylierki otrzymały rozkaz ochrony studebakera zapełnionego skrzyniami z dokumentami operacyjnymi i mapami. Podczas bombardowania kierowca ciężarówki nadaremnie próbował uciec przed wybuchami. Krzywoń usiłowała uratować dokumenty i przebywających na platformach dwóch rannych żołnierzy. Gdy ok. godz. 14:30 na ciężarówkę spadła bomba, a następnie dalsze pociski, płonąca Krzywoń kontynuowała próby uratowania dokumentów. Wkrótce w samochodzie doszło do eksplozji paliwa i amunicji karabinowej. Krzywoń zginęła na miejscu w wyniku spalenia.
Po bitwie odnaleziono zwęglone zwłoki Krzywoń. Lidia Karczewska, znajdująca się najbliżej Krzywoń podczas walk, zmarła tuż po bitwie. Helena Figura, ciężko ranna w kolano, przeżyła.
Aniela Krzywoń została pochowana w zbiorowej mogile nr 22 na cmentarzu wojennym w Nikolenkach (ob. Białoruś). W 1944 roku zmarła matka Anieli, Rozalia. Za bohaterską śmierć córki Maria Krzywoń otrzymała list z gratulacjami, obietnicę wsparcia finansowego i podtrzymania pamięci o śmierci córki, zaś ojciec Tadeusz Krzywoń konia, krowę i dwie świnie, następnie również dwa konie z wozem. Maria Krzywoń zmarła podczas zesłania. Według relacji jej synów, przyczyną śmierci mógł być głód lub tyfus. W 1978 roku rodzeństwo Anieli Krzywoń pojechało do Kańska na uroczystości nadania ulicy im. Anieli Krzywoń.

## Odznaczenia i awanse
Na rozkaz Nr 3 Dowódcy 1 Korpusu Polskich Sił Zbrojnych w ZSRR gen. Zygmunta Berlinga z 11 listopada 1943 roku została pośmiertnie odznaczona Krzyżem Srebrnym Orderu Wojennego Virtuti Militari. Tego samego dnia Prezydium Rady Najwyższej ZSRR nadało jej pośmiertny tytuł Bohatera Związku Radzieckiego. Tym samym Krzywoń została pierwszą cudzoziemką uhonorowaną tym tytułem. Ponadto Krzywoń została pośmiertnie odznaczona Orderem Lenina i medalem Złotej Gwiazdy oraz awansowała na stopień kapitana.

## Aniela Krzywoń w propagandzie komunistycznej
W okresie komunistycznym przedstawiano zmodyfikowany życiorys Anieli Krzywoń, wykorzystywany przez władze komunistyczne w celu uwiarygodnienia działań ZSRR, środowisk komunistycznych i upamiętnienia bitwy pod Lenino. Legendę Anieli Krzywoń ukształtował Józef Sigalin. W opisach bitwy pod Lenino śmierć Krzywoń wraz ze skupieniem się na taktycznych elementach boju i podkreślenia braterstwa broni Polaków i Sowietów stanowiły główne elementy interpretacji tego wydarzenia. W okresie komunistycznym głoszono, że Aniela i jej starsza siostra Wiktoria wstąpiły do I Dywizji jednocześnie oraz że po bitwie pod Lenino Wiktoria miała podbiec do zwęglonych zwłok Anieli, przytulić je i poprzysiąc Niemcom zemstę. W rzeczywistości Wiktoria Krzywoń wstąpiła do wojska na wieść o śmierci Anieli. Sigalin głosił, że Aniela Krzywoń była pierwszą Polką odznaczoną orderem Virtuti Militari. W rzeczywistości pierwszą odznaczoną była Joanna Żubr, która otrzymała order w 1813 roku.
Według relacji Stanisława Krzywonia, Aniela nie pracowała jako frezerka w zakładach zbrojeniowych, a historia ta była jednym z elementów propagandy.

## Upamiętnienie
Jej imię noszą ulice m.in. w: Szczecinie (od 1948, w dzielnicy Dąbie), Białymstoku (od 1974), Bielsku-Białej, Jeleniej Górze, Krakowie, Łodzi, Warszawie, Zielonej Górze, a poza Polską – w Kańsku.
W 2004 roku mieszkańcy ul. Anieli Krzywoń w Krakowie poprosili radnych o zmianę patrona ulicy. Po uchwaleniu Ustawy o zakazie propagowania komunizmu lub innego ustroju totalitarnego przez nazwy jednostek organizacyjnych, jednostek pomocniczych gminy, budowli, obiektów i urządzeń użyteczności publicznej oraz pomniki pojawiły się głosy, by wprowadzić zmiany nazwy ulic. Dyskusje odbyły się m.in. w Białymstoku, Krakowie oraz w Zielonej Górze (gdzie Młodzieżowa Rada Miasta domagała się zmiany nazwy ulicy Anieli Krzywoń na ulicę Danuty „Inki” Siedzikówny). Instytut Pamięci Narodowej opowiadał się za pozostawieniem ulic im. Anieli Krzywoń prosząc jednocześnie, by w uchwałach samorządów przedstawiać prawdziwe biografie.
Imię Anieli Krzywoń nosi Szkoła Podstawowa nr 170 w Łodzi. Ponadto imię to nosiły: Szkoła Podstawowa nr 15 w Tychach (ob. III Liceum Ogólnokształcące im. Stanisława Wyspiańskiego), Szkoła Podstawowa nr 143 na os. Kościuszkowskim w Krakowie (po przejęciu szkoły przez salezjanki w 2004 roku nową patronką szkoły została błogosławiona Laura Vicuna) oraz Szkoła Podstawowa nr 29 w Bydgoszczy (w latach 1969–1990, późniejszym patronem szkoły został Wacław Wawrzyniak, burmistrz Fordonu). Imię Anieli Krzywoń od 11 maja 1969 roku nosi również Szkoła Podstawowa w Sterdyni.
W 1984 (według innego źródła w 1985) roku w Kańsku został odsłonięty jej pomnik. W Puźnikach przed jej domem rodzinnym ustawiono kamień z napisem upamiętniającym Anielę Krzywoń. W Koropcu zostało odsłonięte jej popiersie. Pomnik przeniesiono w latach 90. do wsi Nowosiółka (ob. Sadowe).
Była też patronką Podoficerskiej Szkoły Łączności Śląskiego Okręgu Wojskowego.